# Two Buttes
Two Buttes es un pueblo ubicado en el condado de Baca en el estado estadounidense de Colorado. En el año 2000 tenía una población de 67 habitantes y una densidad poblacional de 111,7 personas por km².

## Geografía
Two Buttes se encuentra ubicada en las coordenadas 37°33′40″N 102°23′52″O / 37.56111, -102.39778.

## Demografía
Según la Oficina del Censo en 2000 los ingresos medios por hogar en la localidad eran de $25.000, y los ingresos medios por familia eran $33.750. Los hombres tenían unos ingresos medios de $26.875 frente a los $38.125 para las mujeres. La renta per cápita para la localidad era de $16.856. Alrededor del 18,6% de la población estaban por debajo del umbral de pobreza.